# Franz-Josef Wolfframm
Franz-Josef "Jupp" Wolfframm (Krefeld, 22 oktober 1934 – Moers, 3 juli 2015) was een Duits voetballer. 
Tussen 1957 en 1964 was Wolfframm actief bij Fortuna Düsseldorf. Hij speelde met de club in de Oberliga West, wat op dat moment samen met de andere Oberliga's de hoogste klasse vormde in Duitsland. In 1960 degradeerde de club naar de 2. Liga West maar dwong na één seizoen terug promotie af naar de Oberliga. Bij de inrichting van de Bundesliga in 1963 zouden slechts vijf clubs uit de Oberliga West actief blijven op dit nieuwe hoogste niveau. Door een dertiende plaats in het seizoen 1962-63 werd Düsseldorf ondergebracht in de Regionalliga, wat toen de nieuwe tweede klasse vormde. Op zeven seizoenen tijd behaalde Wolfframm met Düsseldorf drie maal de finale van de DFB-Pokal, die telkens werd verloren. Tijdens de editie 1961-62 van deze Duitse voetbalbeker werd hij samen met drie spelers van 1. FC Nürnberg topschutter met twee doelpunten. In 1964 trok Wolfframm naar reeksgenoot Bayer 04 Leverkusen, waar hij nog twee seizoenen actief zou blijven.
Wolfframm overleed op 3 juli 2015 na een lange ziekte op 80-jarige leeftijd.